# Lichtenborn

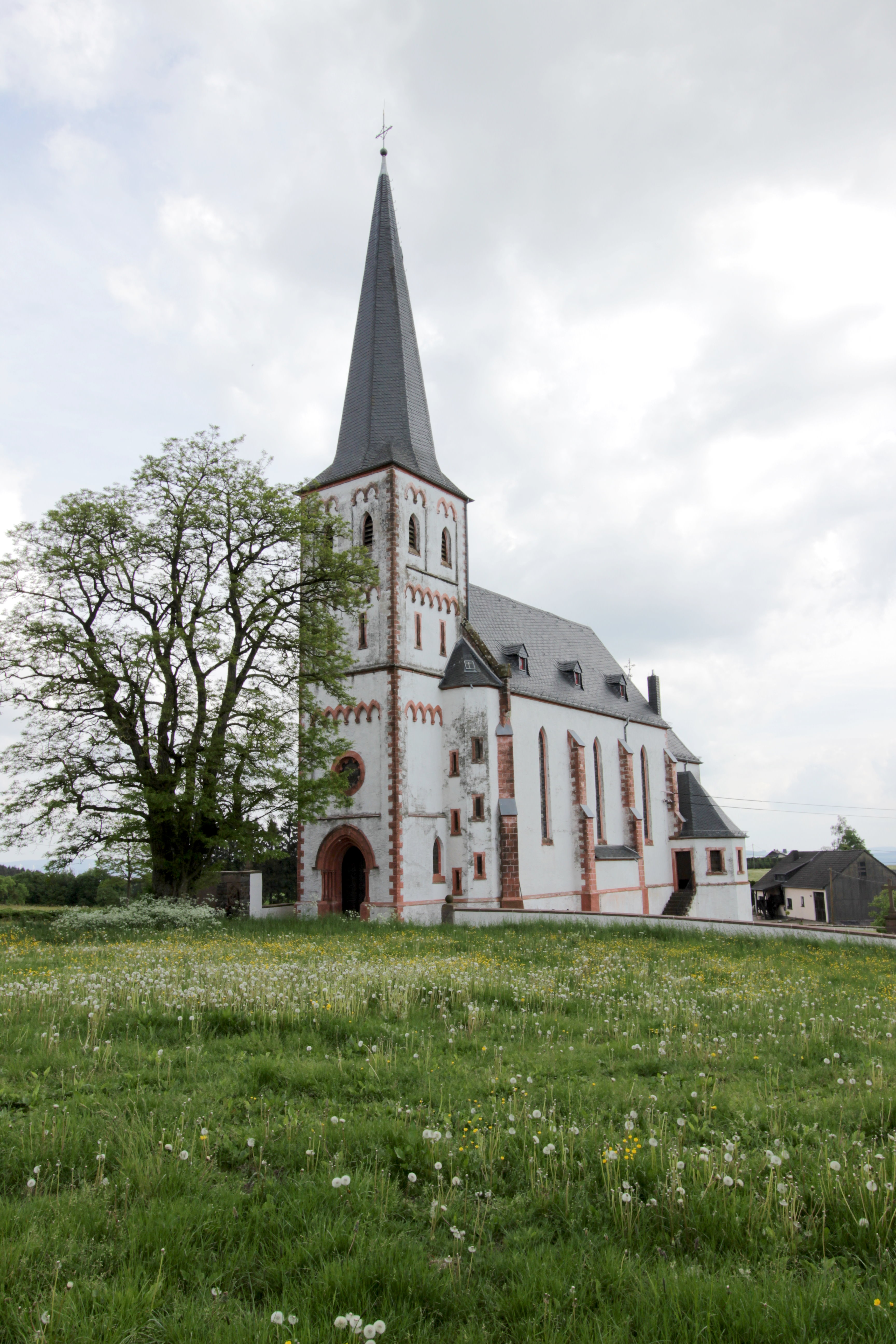
St. Servatius

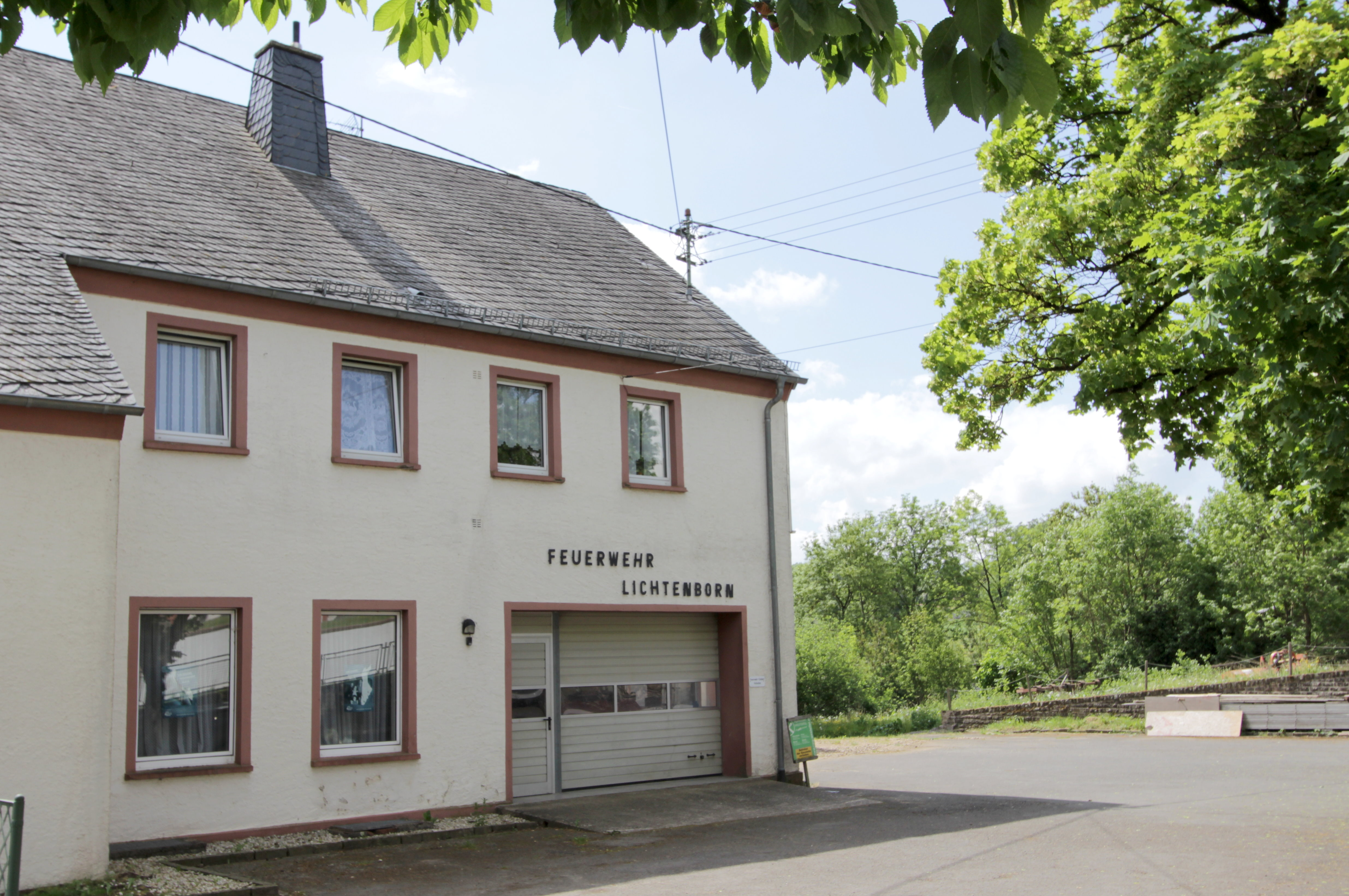
Gebäude der Feuerwehr

Lichtenborn ist eine Ortsgemeinde im Eifelkreis Bitburg-Prüm in Rheinland-Pfalz. Sie gehört der Verbandsgemeinde Arzfeld an.

## Geographie

### Lage
Lichtenborn befindet sich in der Landschaft Islek, im Westen der Eifel, nur wenige Kilometer östlich der Staatsgrenze zu Luxemburg. Nördlich des Ortes erhebt sich auf 569 m ü. NHN die Lichtenborner Höhe mit einem Rundblick über weite Teile der Landschaft.

### Gemeindegebiet
Das Gemeindegebiet gliedert sich in die Ortsteile Lichtenborn, Kopscheid und Stalbach. Zum Ortsteil Lichtenborn gehören auch der Wohnplatz Eppelbruch sowie die Weiler Eulenbruch und Faulenpuhl; zum Ortsteil Stalbach gehört der Weiler Fuchswiese.
Das Gemeindegebiet wird zu 70,2 % landwirtschaftlich genutzt, 20,6 % sind von Wald bestanden (Stand 2019).

### Nachbargemeinden
Nachbargemeinden sind Üttfeld im Nordwesten, Euscheid im Norden, Lünebach und Kinzenburg im Nordosten, Manderscheid im Süden sowie Arzfeld im Südwesten.

## Geschichte
Das Gebiet um Lichtenborn war schon früh besiedelt, was durch den Fund von römischen Brandgräbern entlang der Straße nach Kopscheid nachgewiesen werden konnte. Diese stammen aus dem 1. und 2. Jahrhundert n. Chr.
Erstmals urkundlich erwähnt wurde der heutige Hauptort Lichtenborn 1330 als „lichtbreit“, was in etwa „entwaldete Fläche“ heißt. Bis Ende des 18. Jahrhunderts gehörten Lichtenborn und Stalbach zum Kondominium Pronsfeld, Kopscheid zur Herrschaft Neuerburg im Herzogtum Luxemburg. Als Verwaltungssitz der Bürgermeisterei Lichtenborn stand es unter preußischer Verwaltung, später kam der Ort zum Amt Waxweiler.
Am 1. Januar 1973 wurden die bis dahin selbständigen Gemeinden Kopscheid (damals 95 Einwohner) und Stalbach (87) nach Lichtenborn eingemeindet.
Bevölkerungsentwicklung
Die Entwicklung der Einwohnerzahl von Lichtenborn bezogen auf das heutige Gemeindegebiet; die Werte von 1871 bis 1987 beruhen auf Volkszählungen:
| Jahr | Einwohner |
| ---- | --------- |
| 1815 | 164       |
| 1835 | 227       |
| 1871 | 322       |
| 1905 | 428       |
| 1939 | 450       |
| 1950 | 470       |
| 1961 | 470       |

| Jahr | Einwohner |
| ---- | --------- |
| 1970 | 460       |
| 1987 | 415       |
| 1997 | 404       |
| 2005 | 359       |
| 2011 | 323       |
| 2017 | 314       |
| 2023 | 324       |

## Politik

### Bürgermeister
Alois Leick wurde 2014 Ortsbürgermeister von Lichtenborn, nachdem er bei der Direktwahl am 25. Mai mit 53,42 % der Stimmen gewählt wurde. Bei der Kommunalwahl am 26. Mai 2019 wurde er mit einem Stimmenanteil von 70,81 % für weitere fünf Jahre in seinem Amt bestätigt. Er wurde im Juni 2024 wiedergewählt.
Leicks Vorgänger Friedhelm Hermes hatte das Amt von 1989 bis 2014 ausgeübt.

### Wappen
| Wappen von Lichtenborn | Blasonierung: „In Silber eine rote Deichsel umgeben von drei schwarzen Schleifen.“ |
| Wappen von Lichtenborn | Wappenbegründung: Die Deichsel steht für die Straßengabelung im Dorfzentrum von Lichtenborn, an der die aus dem Prümtal kommende Bundesstraße 410 nach links in Richtung Luxemburg verschwenkt und von der nach rechts in Richtung Belgien die Landesstraße 9 führt. Die drei ehemaligen Gemeinden Lichtenborn, Kopscheid und Stalbach werden durch drei Schleifen symbolisiert, die in Anlehnung an Ornamenten auf Lichtenborner Schaftkreuzen aus dem 18. Jahrhundert gestaltet sind. An das Wappen der Familie von Brandenburg und auch an das älteste Wappen der Grafen von Vianden sind die Farben Rot und Silber angelehnt. Den luxemburgischen Herren von Brandenburg gehörte das Patronat über die Lichtenborner Kirche und stammen von den Viandener Grafen ab. Letztere ließen vermutlich die erste Kirche in Lichtenborn bauen. |

## Kultur und Sehenswürdigkeiten

### Bauwerke
- Katholische Pfarrkirche St. Servatius von 1895[9]
- Über das Gemeindegebiet sind mehrere Wegekreuze verteilt.
- Um ein Steinkreuz („Schwarzes Kreuz“) in einem Fichtenwald auf Lichtenborner Gebiet ranken sich verschiedene Geschichten und Sagen.

Siehe auch: Liste der Kulturdenkmäler in Lichtenborn

### Grünflächen und Naherholung
- Enzradweg bei Lichtenborn[10]
- Wanderreiten[11]

### Regelmäßige Veranstaltungen
- Jährliches Kirmes- bzw. Kirchweihfest
- Traditionelles Ratschen oder Klappern am Karfreitag und Karsamstag
- Burgenbrennen am ersten Wochenende nach Aschermittwoch (sogenannter Scheef-Sonntag)[12][13]

## Wirtschaft und Infrastruktur
Lichtenborn ist heute eine landwirtschaftlich geprägte Wohngemeinde. Seit 1971, als noch 72 landwirtschaftliche Betriebe gezählt wurden, hat die landwirtschaftlich genutzte Fläche von 914 ha auf 942 ha (2010) zugenommen, die von 16 Betrieben bewirtschaftet wurden.
Am südlichen Rande des Ortes verläuft die Bundesstraße 410, von der in Lichtenborn die Landesstraße 9 in Richtung Belgien wegführt.

### Öffentliche Einrichtungen
Lichtenborn ist Standort einer Freiwilligen Feuerwehr mit 14 Mitgliedern.